# Leucemia indifferenziata acuta
La leucemia indifferenziata acuta (definita anche leucemia acuta a cellule staminali) è una forma rara di leucemia in cui le cellule colpite da tale disordine non esprimono caratteri né della linea linfoide né della linea mieloide.
È stato teorizzato il coinvolgimento delle cellule staminali ematopoietiche (in vitro definite CFU-GEMM o HSC o emocitoblasti): secondo la teoria monofiletica esse rappresentano la popolazione staminale residente nell'adulto umano in grado di generare tutte le cellule della porzione corpuscolata del sangue.
Affinché una leucemia possa essere definita "indifferenziata" è necessario procedere con l'immunofenotipizzazione delle cellule interessate e confermare - mediante l'utilizzo di pannelli con anticorpi- l'esclusione dell'origine da altri precursori. Esempi di precursori tumorali differenti dall'emocitoblasto includono:
- precursori di cellule dendritiche mieloidi o plasmacitoidi;
- precursori di cellule NK;
- precursori di cellule granulocitiche basofile;
- altro (es. precursori di origine non ematopoietica che hanno colonizzato il midollo osseo)

## Caratteristiche dei cloni
Le caratteristiche dell'emocitoblasto tumorale possono essere schematizzate sotto diversi aspetti:
|                | Test Negativo | Test positivo | Fonte |
| -------------- | --- | --- | ----- |
| Citochimica    | - MPO (Mieloperossidasi); - Esterasi | ND | [ 1 ] |
| Immunofenotipo | - Marcatori tipici del lignaggio dei linfociti T (cCD3 e MPO); - Marcatori tipici del lignaggio dei linfociti B (cCD22, cCD79a o livelli elevati di CD19); - Marcatori tipici del lignaggio di cellule dendritiche; | Solitamente positive a: - HLA-DR; - CD34 e/o CD38 Possono presentare positività per la dTd (deossinucleotidil-transferasi) terminale | [ 1 ] |
| Morfologici    | Al pari dell'emocitoblasto, non presentano alcuna caratteristica morfologica caratteristica di una qualsiasi cellula differenziata                                                                                  | Al pari dell'emocitoblasto, non presentano alcuna caratteristica morfologica caratteristica di una qualsiasi cellula differenziata   | [ 1 ] |

## Terapia
La terapia su basa su alte dosi di chemioterapia accompagnata da trapianto di midollo osseo.

## Prognosi
La prognosi è piuttosto scarsa, anche se le stime di sopravvivenza sono puramente teoriche data la rarità della patologia. La sopravvivenza a 2 anni è del 40%, a 5 anni è del 35-30%. Le recidive sono frequenti e ne costituiscono un fattore progmostico sfavorevole.